# Пронзённый Пегас
Пронзённый Пега́с (или Па́мятник росси́йской интеллиге́нции) — одна из достопримечательностей Москвы, установленная в 2004 году неподалёку от Земляного вала, в сквере возле Музея имени Андрея Сахарова.

## История
Памятник был установлен 29 июня 2004 года неподалёку от Земляного вала, в сквере возле Музея имени Андрея Сахарова. Инициатива создания скульптурной композиции была поддержана Альфа-банком, Союзом правых сил и фондом Андрея Сахарова. Скульпторами выступили Даниэль Митлянский и Галина Шилина, архитектором — Григорий Саевич.

## Описание
«Пронзённый Пегас» — 6,5-метровая композиция, представляющая собой крылатого коня с искажённой от боли, отчаянно страдальческой мордой и в очень напряжённой позе, парящего над множеством зазубренных стальных вертикальных шипов, три из которых пронзают животное и одновременно поддерживают его в полёте.

## Значение памятника
По поводу смыслового значения монумента существуют некоторые разногласия. По мнению авторов композиции, «Пронзённый Пегас» служит образом лучших проявлений интеллигенции, а пронзающие его шипы — это нечто, служащее преградой интеллигенции, так сказать, мешающее ей. Об этой теории свидетельствует и установленная на памятнике табличка. Можно также предположить, что скульптура олицетворяет миф, связанный с происхождением и жизнью Пегаса. Есть ещё одна версия, касающаяся стилей, в которых воплощён монумент: Пегас выполнен в стиле классицизма, а нижняя часть композиции — в стиле русского конструктивизма. На этой почве могут возникнуть споры о взаимоотношении двух задействованных в создании памятника архитектурных стилей.